# 고노에 다다히로 (1970년)
고노에 다다히로(近衞忠大)는 일본의 크리에이티브 디렉터, 디자이너, 영상 제작자, 브랜드 경영고문이다. 부친은 고노에 다다테루, 모친은 미카사노미야 다카히토 친왕의 딸 야스코이다.